# Projeção cilíndrica equidistante

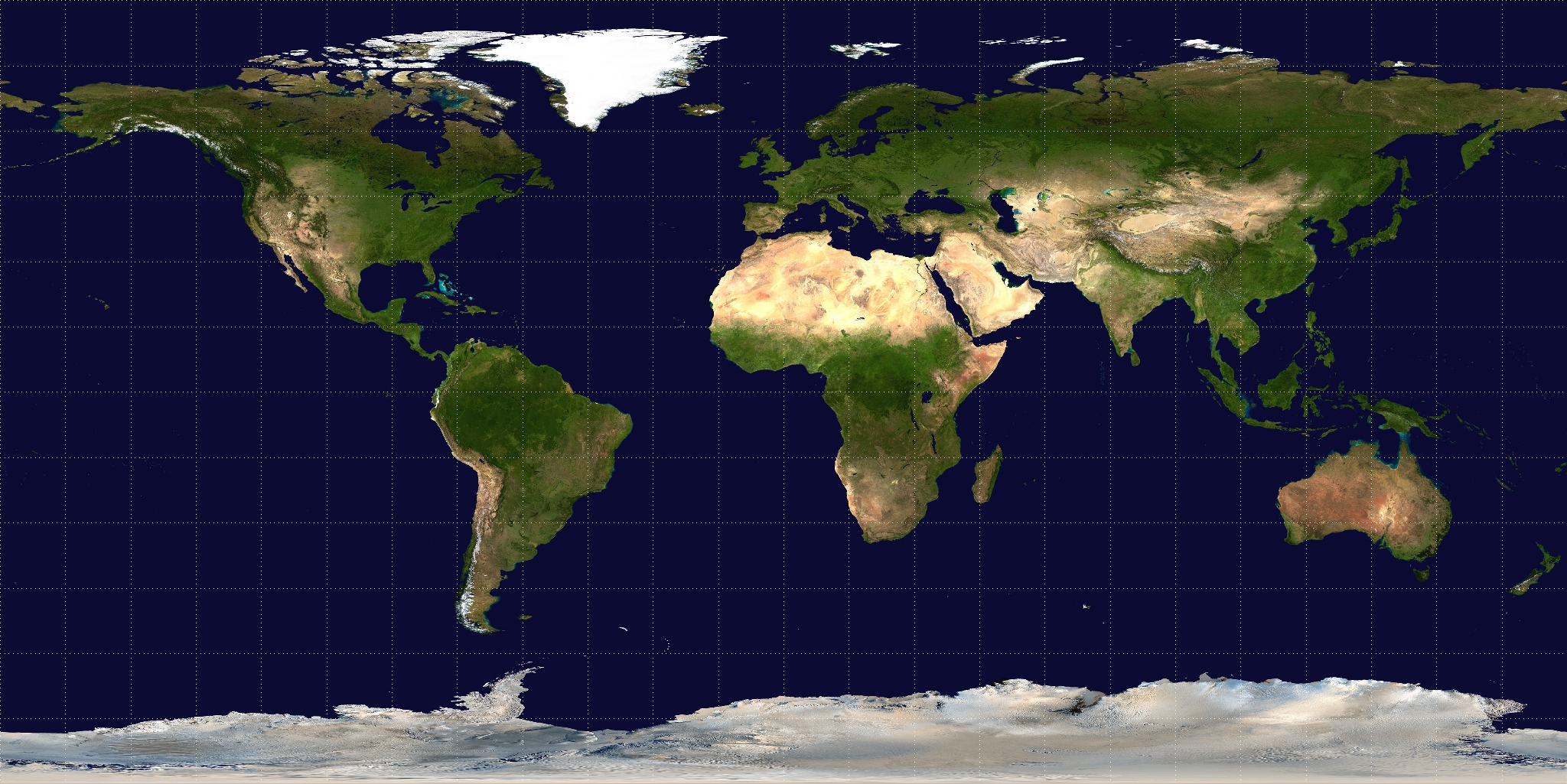
Uma projeção cilíndrica equidistante da Terra; o paralelo padrão é o equador.

Projeção cilíndrica equidistante. É uma projeção cartográfica cilíndrica muito simples, cuja invenção se atribui a Marinus de Tiro, a quem Cláudio Ptolomeu credita a invenção no ano 100..

## Definição
{\displaystyle x=\lambda \cos(\phi _{1})\,}
{\displaystyle y=\phi \,}
onde:
{\displaystyle \lambda \,} é a longitude do meridiano central da projeção,
{\displaystyle \phi \,} é a latitude
{\displaystyle \phi _{1}\,} são os paralelos padrões (a norte e sul do equador), onde a escala da projeção é verdadeira.

## Usos
Devido a distorção produzida por esta projeção, ela não pode ser utilizada em mapas de navegação ou mapas cadastrais, mas é habitualmente usada em mapas temáticos. Ela se converteu num padrão para aplicações informáticas devido a sua correspondência entre pixeis e a posição geográfica.